# 日吉川秋水
日吉川 秋水（ひよしがわ しゅうすい）は、浪曲の名跡。代々ケレン読み（滑稽読み）を得意とする。

## 初代
日吉川秋水（1887年 - 1925年7月17日）本名は木村清。
ケレン読みの第一人者。
大阪の生まれ。眼鏡屋の職人を経て、1908年に2代目京山恭安斎門下で京山恭末に弟子入り。兄弟子京山恭一に預けられ京山恭清と名付けられ、大阪千日前琴平座で初舞台を踏む。
1909年に道頓堀角座で好評を博し、京山家の堅い読み物を修行しながらケレンの演題を研究して、「藪井玄以」、「水戸黄門漫遊記」などケレン畑を掘り下げて、1909年に23歳で独立し、岡本梅壽軒と北海道に遠征する時に名を日吉川秋水と改め日吉川家を創立する。
この日吉川家の十八番でもある「藪井玄以」は、師匠、恭末の兄弟弟子にあたる京山恭一作で現在まで伝わる名作である。これからという時に肺結核を患って死去。
墓所は、大阪市北区南森町の東本願寺天満別院。法号・随晃院釈真水位。
初代桂春團治と親交があった。「水戸黄門漫遊記」は当たり演目のひとつで十八番でもあった。他にも「加賀騒動」、「一休」「紀文」、「国定忠治」等を得意とした。

## 2代目
日吉川秋水（1898年2月10日 - 1962年7月5日）本名は、河知清造。浪曲親友協会会長。
大阪市で生まれ。子供の頃から浪花節が大好きで、12歳の時に初代日吉川秋水に弟子入り。1911年に日吉川小秋水で大阪玉造座で初舞台。
1927年に2代目日吉川秋水を襲名。初代譲りの「藪井玄以」、「水戸黄門漫遊記」などの演題を、更に磨きをかけ2代目節に仕立て直した。
1984年に上方芸能人顕彰を受賞。
1962年7月5日滋賀県長浜市で心臓麻痺で死去。行年64歳。墓所は大阪市住吉区の松林寺　法名は願晃院釈秋水。
娘は浪曲漫才のジョウサンズで活躍した日吉川秋水嬢、日吉川喜久子。

## 3代目
日吉川秋水（1925年8月11日 - 2009年9月21日）
本名は河知敏子。浪曲親友協会相談役。
大阪市天王寺区の生まれ、2代目秋水の姪。浪曲漫才のジョウサンズで活躍した日吉川秋水嬢、日吉川喜久子は従姉妹の間柄。
1937年3月に2代目秋水の門下で日吉川小ひさを名乗り、同年『神崎与五郎東下り』で初舞台。天才少女浪曲師として売り出され、一座の座長で各地を巡業する。1951年にアメリカに渡り、梅中軒鶯童とともに、3ヶ月間にわたる巡業を行い、話題になった。1966年2月に朝日座で3代目日吉川秋水を襲名。1970年、ローオンレコードより『水戸黄門漫遊記 遊女の仇討・ひょうたん屋』をLPレコードにて発売。その後、東芝EMIより『大鳥大社 菖蒲まつり音頭』をEPレコードにて発売した。小唄の名取 春日とよ光秋もとり、舞踊も得意とする。歌謡浪曲のスタイルもレコード発売。
2001年に気管支喘息を患い舞台から遠のいていたが、2010年の芸能生活75周年に向け舞台復帰を準備していた矢先、2009年9月21日未明頃、京都市伏見区の自宅にて急性虚血性心不全のため死去。享年84。葬儀は、2009年9月27日、京都市南区の伸和社南祭典ホールに於いて浪曲葬として営まれた。喪主は、村田英雄付人、現・日吉川秋水マネージャーの髙橋ひろみ。墓所は、大阪市住吉区の松林寺、法名は梅中院釈尼秋芳。
主な受賞に大阪府知事表彰等。
得意演目は『水戸黄門漫遊記 遊女の仇討（江戸の巻）』『水戸黄門漫遊記 ひょうたん屋（奥州の巻）』『水戸黄門漫遊記 高松の巻』『藪井玄以 天王寺屋の巻』など。